# Савранский, Леонид Филиппович
Леонид Филиппович Савранский (28 апреля 1876, Таганча, Киевская губерния — 11 сентября 1966, Москва) — советский артист оперы (лирико-драматический баритон) и оперетты, певец и вокальный педагог (профессор). Муж певицы Л. Ставровской. Народный артист РСФСР (1934).
Обладал ровным, звучным, выразительным голосом красивого «яркого металлического» тембра, с легкостью преодолевал тесситурные трудности. Его исполнение отличалось эмоциональной экспрессией. Репертуар насчитывал 90 партий.

## Биография
Родился 16 апреля (28 апреля по новому стилю) 1876 года в местечке Таганча Каневского уезда Киевской губернии (ныне — Черкасская область Украины) в семье землемера.
С восьми лет жил в Киеве. В 1894—1899 годах получил образование в Киевском университете (факультет естествознания) и до 1902 года работал бухгалтером в Государственном банке.
Будучи студентом, пел в хоре. В 1900—1903 годах обучался пению в Киевском музыкальном училище (класс М. Зотовой).
Дебютировал на оперной сцене в Киеве (1902) в партиях Евгения Онегина (одноимённая опера П. Чайковского) и Януша («Галька» С. Монюшко). В 1903—1908 годах пел в оперных театрах Белостока, Иркутска, Житомира, Кишинёва, Киева, Одессы (в Итальянской опере, 1906), Петербурга (1907, вместе с М. Баттистини, Т. Руффо, Л. Кавальери), Харькова, Казани (1909), Ростова-на-Дону, Екатеринослава, Риги, Гельсингфорса (ныне Хельсинки). В 1907 году дебютировал в партии Демона (одноимённая опера А. Рубинштейна) на сцене петербургского Мариинского театра (в труппу не был принят). В 1908—1912 годах пел на сцене петербургского Народного дома.
В 1912—1946 годах — солист московского Большого театра (дебютировал в партии Валентина — «Фауст» Ш. Гуно).
Гастролировал в городах Российской империи и СССР. Много выступал в концертах перед рабочими на фабриках и заводах.
В 1946 году преподавал пение в Военной академии им. М. В. Фрунзе, в 1948—1954 годах — в Московской консерватории (с 1952 — профессор), позднее работал с молодыми певцами в художественной самодеятельности.
Среди его учеников: В. Я. Агафонов, Б. Артыков, И. К. Архипова, С. Д. Козак, Ж. Палаева.
Записывался на грампластинки в Петербурге («Граммофон», 1905, 1907; «Фаворит», 1910; РАОГ, 1912).
Умер 11 сентября 1966 года в Москве. Похоронен на Введенском кладбище (19 уч.).

## Звания и награды
- Народный артист РСФСР (1934).
- Награждён орденами Трудового Красного Знамени (02.06.1937 — за выдающиеся заслуги в деле развития оперного и балетного искусства, 27.05.1951[2]).

## Память
- Архивные материалы о Савранском находятся в Государственном театральном музее им. А. Бахрушина[3] и РГАЛИ.